# Strike the Blood
Strike the Blood (ストライク・ザ・ブラッド Sutoraiku za Buraddo), viết tắt là SutoBura (ストブラ), là loạt light novel do Mikumo Gakuto sáng tác và Manyako minh họa. Được ASCII Media Works xuất bản trọn bộ 24 tập, gồm 22 tập chính truyện và 2 tập ngoại truyện, dưới ấn hiệu Dengeki Bunko kể từ ngày 10 tháng 05 năm 2011 cho đến ngày 07 tháng 08 năm 2020.
Một bản manga chuyển thể do TATE minh hoạ, gồm 53 chương, được đăng trên tạp chí Dengeki Daioh của ASCII Media Works kể từ ngày 27 tháng 6 năm 2012 và kết thúc vào ngày 27 tháng 12 năm 2016. Các chương manga về sau được biên tập thành 10 tập khổ tankōbon, xuất bản từ ngày 15 tháng 12 năm 2012 cho đến ngày 27 tháng 3 năm 2017.
Một phần anime truyền hình chuyển thể, gồm 24 tập được sóng kể từ ngày 04 tháng 10 năm 2013 cho đến ngày 28 tháng 03 năm 2014. Phần thứ hai với tựa "Strike the Blood II" gồm 8 tập, được phát hành dưới hình thức 4 đĩa OVA kể từ ngày 23 tháng 11 năm 2016 cho đến ngày 24 tháng 05 năm 2017. Phần thứ ba với tựa "Strike the Blood III" gồm 10 tập, được phát hành dưới hình thức 5 đĩa OVA lần lượt từ ngày 19 tháng 12 năm 2018 cho đến ngày 25 tháng 9 năm 2019. Phần thứ tư với tựa "Strike the Blood IV" gồm 12 tập, được phát hành dưới hình thức 6 đĩa OVA lần lượt từ ngày 08 tháng 04 năm 2020 cho đến ngày 30 tháng 06 năm 2021. Phần thứ năm, cũng là phần cuối cùng, với tựa "Strike the Blood Final" đã được công bố vào ngày 29 tháng 06 năm 2021. Bốn phần anime đầu tiên đã được phát sóng tại Việt Nam trên kênh truyền hình Animax Asia.

## Nội dung
Nội dung xoay quanh các cuộc phiêu lưu bất đắc dĩ của Akatsuki Kojou, một anh chàng ma cà rồng đang học trung học có khả năng triệu hồi những ma thú cực mạnh đang sống trên một thành phố nổi hiện đại nơi mà các chủng tộc và sinh vật huyền thoại cùng sống hòa bình với con người, cùng Himeragi Yukina một cô gái có khả năng chiến đấu rất giỏi với vũ khí là giáo được một tổ chức có ảnh hưởng trên thế giới điều đến để giám sát anh chàng vì anh bị nghi là có sức mạnh tiềm tàng nhưng trước sau cũng sẽ phát triển đến mức phá vỡ trật tự cũ của thế giới hiện tại. Trong các chuyến phiêu lưu của mình thì Kojou bắt đầu đánh thức các ma thú mà mình có thể điều khiển để chiến đấu chống lại kẻ thù bằng cách hút máu của những nhân vật nữ mà anh kết bạn trong các chuyến phiêu lưu thường là để bảo vệ các cô gái này.

## Truyền thông

### Light novel
Loạt light novel do Mikumo Gakuto sáng tác và Manyako minh họa. Được ASCII Media Works xuất bản trọn bộ 24 tập, gồm 22 tập chính truyện và 2 tập ngoại truyện, dưới ấn hiệu Dengeki Bunko kể từ ngày 10 tháng 05 năm 2011 cho đến ngày 07 tháng 08 năm 2020. Yen Press đã đăng ký bản quyền phiên bản tiếng Anh của tiểu thuyết để tiến hành phân phối tại thị trường Bắc Mỹ còn Kadokawa thì giữ bản quyền phân phối tại Đài Loan.
| #  | Nhan đề                                                                                       | Ngày phát hành | ISBN              |
| -- | --------------------------------------------------------------------------------------------- | -------------- | ----------------- |
| 1  | The Right Arm Of The Saint Seija no migiude (聖者の右腕)                                      | 10/05/2011     | 978-4-04-870267-6 |
| 2  | From The Warlord's Empire Sen'ō no shisha (戦王の使者)                                        | 10/09/2011     | 978-4-04-870752-7 |
| 3  | The Amphisbaena Tenshi enjō (天使炎上)                                                        | 10/02/2012     | 978-4-04-886274-5 |
| 4  | Labyrinth Of The Blue Witch Aoki majo no meikyū (蒼き魔女の迷宮)                              | 10/06/2012     | 978-4-04-886633-0 |
| 5  | Fiesta For The Observers Kansoku sha tachi no utage (観測者たちの宴)                          | 10/10/2012     | 978-4-04-886899-0 |
| 6  | Return Of The Alchemist Renkinjutsu shi no kikan (錬金術師の帰還)                             | 10/02/2013     | 978-4-04-891407-9 |
| 7  | Kaleid Blood Enkō no yahaku (焔光の夜伯)                                                      | 10/4/2013      | 978-4-04-891555-7 |
| 8  | The Tyrant and The Fool Gusha to bōkun (愚者と暴君)                                           | 10/07/2013     | 978-4-04-891750-6 |
| 9  | The Black Sword Shaman Kuro no ken'nagi (黒の剣巫)                                            | 10/10/2013     | 978-4-04-866023-5 |
| 10 | Bride of the Dark God Kuraki shin ō no hanayome (冥き神王の花嫁)                              | 08/03/2014     | 978-4-04-866428-8 |
| 11 | The Fugitive Fourth Primogenitor Tōbō no dai yon shinso (逃亡の第四真祖)                      | 10/09/2014     | 978-4-04-866865-1 |
| 12 | The Knight of the Sinful God Kyūshin no kishi (咎神の騎士)                                    | 10/02/2015     | 978-4-04-869254-0 |
| 13 | Tartarus Roses Tarutarosu no bara (タルタロスの薔薇)                                          | 10/06/2015     | 978-4-04-865191-2 |
| 14 | Golden Days Ōgon no hibi (黄金の日々)                                                         | 10/11/2015     | 978-4-04-865503-3 |
| 15 | The War Of Original Vampires Sinso taisen (真祖大戦)                                          | May 10/05/2016 | 978-4-04-865944-4 |
| 16 | Holy Knight of the Sunset Yōen no seikishi (陽炎の聖騎士)                                     | 10/12/2016     | 978-4-04-892547-1 |
| 17 | Broken Holy Spear Oreta seisō (折れた聖槍)                                                    | 09/06/2017     | 978-4-04-892953-0 |
| 18 | Truth Theory・Kingdom of Valkyria Shinsetsu・Varukyuria no ōkoku (真説・ヴァルキュリアの王国) | 10/11/2017     | 978-4-04-893398-8 |
| 19 | Never-ending Night Banquet Owaranai yoru no utage (終わらない夜の宴)                          | 10/11/2018     | 978-4-04-912101-8 |
| 20 | Reunion of Vampire Princess Saikai no kyūketsu-hime (再会の吸血姫)                            | 08/06/2019     | 978-4-04-912517-7 |
| 21 | Twelve True Beasts and Blood Squires To chi no jūsha-tachi (十二眷獣と血の従者たち)           | 10/01/2020     | 978-4-04912957-1  |
| 22 | The Return of Akatsuki Akatsuki no gaisen (暁の凱旋)                                          | 07/08/2020     | 978-4-04913268-7  |

#### Ngoại truyện
| #       | Nhan đề                                                                      | Ngày phát hành | ISBN              |
| ------- | ---------------------------------------------------------------------------- | -------------- | ----------------- |
| APPEND1 | The Legacy of the Doll Maker Ningyōshi no isan (人形師の遺産)                | 10/01/2018     | 978-4-04-893578-4 |
| APPEND2 | Day and Night of the Arai Festival Saikōsai no hiru to yoru (彩昂祭の昼と夜) | 10/04/2018     | 978-4-04-893793-1 |

### Manga
Một bản manga chuyển thể do TATE minh hoạ, gồm 53 chương, được đăng trên tạp chí Dengeki Daioh của ASCII Media Works kể từ ngày 27 tháng 6 năm 2012 và kết thúc vào ngày 27 tháng 12 năm 2016. Các chương manga về sau được biên tập thành 10 tập khổ tankōbon, xuất bản từ ngày 15 tháng 12 năm 2012 cho đến ngày 27 tháng 3 năm 2017. Yen Press đã mua bản quyền manga tại thị trường Bắc Mỹ, Kana thì đăng ký tại Pháp còn Kadokawa thì giữ bản quyền phân phối tại Đài Loan.

### Anime
Một phần anime truyền hình chuyển thể, gồm 24 tập. Sản xuất bởi studio Silver Link và studio Connect. Do Sano Takao cùng Yamamoto Hideyo đạo diễn, trong đó Sano Takao là tổng đạo diễn. Yoshino Hiroyuki viết kịch bản và Sano Keiichi thiết kế nhân vật. Ca khúc opening đầu tiên là "Strike the Blood" (「ストライク・ザ・ブラッド」) thể hiện bởi nhóm Kisida Kyoudan & The Akebosi Rockets, ca khúc ending đầu tiên là "Strike my soul" thể hiện bởi Iguchi Yuka. Ca khúc opening thứ hai là "Fight 4 Real" thể hiện bởi nhóm Altima, ca khúc ending thứ hai là "Signal" thể hiện bởi Wakeshima Kanon. Anime được phát sóng kể từ ngày 04 tháng 10 năm 2013 cho đến ngày 28 tháng 3 năm 2014. Phần anime đã được phát sóng tại Việt Nam trên kênh truyền hình Animax Asia.
Một phần OVA với tựa "Strike the Blood: Kingdom of the Valkyria", gồm 2 tập. Sản xuất bởi studio Silver Link và studio Connect. Do Yamamoto Hideyo đạo diễn và Yoshino Hiroyuki viết kịch bản. Hai tập OVA được phát hành lần lượt vào ngày 25 tháng 11 năm 2015 và ngày 23 tháng 12 năm 2015. Ca khúc opening là "Little Charm Fang" (「リトルチャームファング」) thể hiện bởi Iguchi, ca khúc ending là "Kimi wa Soleil" (「君はソレイユ」) thể hiện bởi Wakeshima. Phần OVA đã được phát sóng tại Việt Nam trên kênh truyền hình Animax Asia.
Phần anime thứ hai với tựa "Strike the Blood II" gồm 8 tập. Sản xuất bởi studio Silver Link và studio Connect. Do Yamamoto Hideyo đạo diễn, Yoshino Hiroyuki viết kịch bản và Sano Keiichi thiết kế nhân vật. Ca khúc opening là "Blood on the EDGE" thể hiện bởi nhóm Kishida Kyōdan & The Akeboshi Rockets, ca khúc ending là "Fortune Number 0405" (「フォーチュンナンバー0405」) thể hiện bởi Taneda Risa. Anime được phát hành dưới hình thức 4 đĩa OVA lần lượt kể từ ngày 23 tháng 11 năm 2016 cho đến ngày 24 tháng 05 năm 2017. Phần anime đã được phát sóng tại Việt Nam trên kênh truyền hình Animax Asia.
Phần anime thứ ba với tựa "Strike the Blood III" gồm 10 tập. Sản xuất bởi studio Silver Link và studio Connect. Yamamoto Hideyo đạo diễn, Yoshino Hiroyuki viết kịch bản và Sano Keiichi thiết kế nhân vật. Ca khúc opening là "Blood and Emotions" thể hiện bởi nhóm Kishida Kyōdan & The Akeboshi Rockets, ca khúc ending là "Love Stoic" thể hiện bởi Taneda Risa. Anime được phát hành dưới hình thức 5 đĩa OVA lần lượt từ ngày 19 tháng 12 năm 2018 cho đến ngày 25 tháng 9 năm 2019. Phần anime đã được phát sóng tại Việt Nam trên kênh truyền hình Animax Asia.
Một phần OVA với tựa "Strike the Blood: Kieta Seisō-hen" được sản xuất bởi  studio Connect. Do Yamamoto Hideyo đạo diễn và Yoshino Hiroyuki viết kịch bản. Phát hành vào ngày 29 tháng 01 năm 2020.
Phần thứ tư với tựa "Strike the Blood IV" gồm 12 tập. Sản xuất bởi studio Connect. Do Yamamoto Hideyo đạo diễn, Yoshino Hiroyuki viết kịch bản và Sano Keiichi thiết kế nhân vật. Ca khúc opening là "Akatsuki no Kaleido Blood" (暁のカレイドブラッド) thể hiện bởi nhóm Kishida Kyōdan & The Akeboshi Rockets, ca khúc ending là "Dear My Hero" thể hiện bởi Taneda Risa. Anime được phát hành dưới hình thức 6 đĩa OVA lần lượt từ ngày 08 tháng 04 năm 2020 cho đến ngày 30 tháng 06 năm 2021. Phần anime đã được phát sóng tại Việt Nam trên kênh truyền hình Animax Asia.
Phần thứ năm, cũng là phần cuối cùng, với tựa "Strike the Blood Final" đã được công bố vào ngày 29 tháng 06 năm 2021.

### CD Drama
Một đĩa CD Drama với tựa Strike the Blood: Kyoso no Doppelganger (Nhật: ストライク・ザ・ブラッド 狂躁のドッペルゲンガー) đã được ASCII Media Works phát hành vào ngày 10 tháng 10 năm 2015.

### Internet radio
Một loạt chương trình radio trực tuyến có tựa Strike the Blood Radio Setsuna to Nagi Isago no o Tonari Hōsōkyoku (ストブらじお 雪菜と凪沙のおとなり放送局) được phát sóng lần đầu vào ngày 11 tháng 09 năm 2013 trên đài HiBiKi Radio Station. Kể từ số thứ 2 trở đi chương trình được phát sóng vào thứ tư hàng tuần bắt đầu từ ngày 25 tháng 09 năm 2013 cho đến ngày 30 tháng 04 năm 2014 với 33 số phát sóng. Những người dẫn chương trình gồm Hidaka Rina và Taneda Risa. Các số phát sóng sau đó đã được tập hợp lại và phát hành thành 3 đĩa.

### Trò chơi điện tử
Mobage đã thực hiện một trò chơi trao đổi thẻ bài trực tuyến cho hệ di động có tên Strike the Blood Aratanaru Shinso (ストライク・ザ・ブラッド 新たなる真祖, ストライク・ザ・ブラッド あらたなるしんそ) và phát hành trong tháng 11 năm 2013. Thiết kế hình ảnh các nhân vật dựa trên chuyển thể anime của tác phẩm.
Các nhân vật trong Strike the Blood cũng xuất hiện trong trò chơi đối kháng tập hợp nhiều tựa tác phẩm khác nhau có tựa Dengeki Bunko: Fighting Climax (電撃文庫 FIGHTING CLIMAX). Với hai nhân vật tham gia là Himeragi Yukina và Akatsuki Kojou.

### Âm nhạc
Bộ anime có 4 bài hát chủ đề, 2 mở đầu và 2 kết thúc. Bài hát mổ đầu thứ nhất có tên Strike the Blood (ストライク・ザ・ブラッド) do Kyodan Kisida và The Akebosi Rockets trình bày, đĩa đơn chứa bài hát đã phát hành vào ngày 30 tháng 10 năm 2013. Bài hát kết thúc thứ hai là bài Fight 4 Real do ALTIMA trình bày, đĩa đơn chứa bài hát đã phát hành vào ngày 29 tháng 1 năm 2014. Bài hát kết thúc thứ nhất là bài Strike my soul do Iguchi Yuka trình bày, đĩa đơn chứa bài hát đã phát hành vào ngày 27 tháng 11 năm 2013. Bài hát kết thúc thứ hai có tên signal do Wakeshima trình bày, đĩa đơn chứa bài hát đã phát hành vào ngày 19 tháng 2 năm 2014. bốn đĩa đơn này đều được phát hành với 2 phiên bản giới hạn và bình thường, phiên bản giới hạn có đính kèm đĩa chứa đoạn phim trình bày nhạc phẩm.
Hai album chứa các bản nhạc dùng trong bộ anime cũng như các đĩa đơn chứa bài hát do các nhân vật trình bày đã được phát hành như đĩa đính kèm các hộp phiên bản giới hạn BD/DVD của bộ anime.
| Strike the Blood (ストライク・ザ・ブラッド) | Strike the Blood (ストライク・ザ・ブラッド)                                 | Strike the Blood (ストライク・ザ・ブラッド) |
| STT                                         | Nhan đề                                                                     | Thời lượng                                  |
| ------------------------------------------- | --------------------------------------------------------------------------- | ------------------------------------------- |
| 1.                                          | "Strike the Blood (ストライク・ザ・ブラッド)"                               | 4:03                                        |
| 2.                                          | "Hangetsu Touge (ハンゲツトウゲ)"                                           | 3:40                                        |
| 3.                                          | "Strike the Blood - Instrumental (ストライク・ザ・ブラッド - Instrumental)" | 4:03                                        |
| 4.                                          | "Hangetsu Touge - Instrumental (ハンゲツトウゲ - Instrumental)"             | 3:39                                        |
| Tổng thời lượng:                            | Tổng thời lượng:                                                            | 15:25                                       |

| Fight 4 Real     | Fight 4 Real                   | Fight 4 Real |
| STT              | Nhan đề                        | Thời lượng   |
| ---------------- | ------------------------------ | ------------ |
| 1.               | "Fight 4 Real"                 | 5:09         |
| 2.               | "NORADRENALINE"                | 4:41         |
| 3.               | "Fight 4 Real (instrumental)"  | 5:11         |
| 4.               | "NORADRENALINE (instrumental)" | 4:39         |
| Tổng thời lượng: | Tổng thời lượng:               | 19:40        |

| rainbow heart ♡ rainbow dream ☆/Strike my soul | rainbow heart ♡ rainbow dream ☆/Strike my soul   | rainbow heart ♡ rainbow dream ☆/Strike my soul |
| STT                                            | Nhan đề                                          | Thời lượng                                     |
| ---------------------------------------------- | ------------------------------------------------ | ---------------------------------------------- |
| 1.                                             | "Strike my soul"                                 | 3:34                                           |
| 2.                                             | "rainbow heart ♡ rainbow dream ☆"                | 4:23                                           |
| 3.                                             | "Strike my soul (Instrumental)"                  | 3:34                                           |
| 4.                                             | "rainbow heart ♡ rainbow dream ☆ (Instrumental)" | 4:23                                           |
| Tổng thời lượng:                               | Tổng thời lượng:                                 | 15:54                                          |

| signal           | signal                                              | signal     |
| STT              | Nhan đề                                             | Thời lượng |
| ---------------- | --------------------------------------------------- | ---------- |
| 1.               | "signal"                                            | 5:32       |
| 2.               | "Mujuuryoku (無重力)"                               | 4:39       |
| 3.               | "signal (instrumental)"                             | 5:32       |
| 4.               | "Mujuuryoku (instrumental) (無重力 (instrumental))" | 4:33       |
| Tổng thời lượng: | Tổng thời lượng:                                    | 20:16      |

| Strike the Blood Original Soundtrack Vol.1 (ストライク・ザ・ブラッド オリジナルサウンドトラック Vol.1) | Strike the Blood Original Soundtrack Vol.1 (ストライク・ザ・ブラッド オリジナルサウンドトラック Vol.1) | Strike the Blood Original Soundtrack Vol.1 (ストライク・ザ・ブラッド オリジナルサウンドトラック Vol.1) |
| STT | Nhan đề                                                                                                | Thời lượng                                                                                             |
| --- | --- | --- |
| 1. | "Strike The Blood (TV-size) (ストライク・ザ・ブラッド(TV-size))"                                       | 1:33                                                                                                   |
| 2. | "STRIKE THE BLOOD"                                                                                     | 2:07                                                                                                   |
| 3. | "Ugokidasu Shini (動き出す真意)"                                                                       | 1:29                                                                                                   |
| 4. | "Shishiou Kikan (獅子王機関)"                                                                          | 2:03                                                                                                   |
| 5. | "Party Kaijou Nite (パーティー会場にて)"                                                               | 1:03                                                                                                   |
| 6. | "Dashi Shinsono no Nayami (第四真祖の悩み)"                                                            | 1:27                                                                                                   |
| 7. | "Kenmiko (剣巫)"                                                                                       | 2:17                                                                                                   |
| 8. | "Tookoo Fuukei (登校風景)"                                                                             | 2:46                                                                                                   |
| 9. | "Futari de Kaimono ni (ふたりで買い物に)"                                                              | 1:42                                                                                                   |
| 10. | "Soshite Nichijou ni (そして日常に)"                                                                   | 1:55                                                                                                   |
| 11. | "Natsuki no Oogoto (那月のお小言)"                                                                     | 1:13                                                                                                   |
| 12. | "Futari no Kankei wa? (ふたりの関係は?)"                                                               | 1:36                                                                                                   |
| 13. | "Nichijou no Chottoshita koto (日常の、ちょっとしたこと)"                                              | 1:54                                                                                                   |
| 14. | "Hizashi no Naka de (日差しの中で)"                                                                    | 1:33                                                                                                   |
| 15. | "Nanio Kakushi Teru no? (何を隠してるの?)"                                                             | 1:27                                                                                                   |
| 16. | "Wasureteita Kako (忘れていた過去)"                                                                    | 2:00                                                                                                   |
| 17. | "Anatadakara. (あなただから。)"                                                                        | 2:54                                                                                                   |
| 18. | "Hontoo no Kimochi wo (本当の気持ちを)"                                                                | 1:37                                                                                                   |
| 19. | "Itsuka Omoidasu Kanojo (いつか思い出す彼女)"                                                          | 1:54                                                                                                   |
| 20. | "Kanojo no Yasashi-sa (彼女のやさしさ)"                                                                | 2:08                                                                                                   |
| 21. | "Ichizuna Omoi (一途な想い)"                                                                           | 2:04                                                                                                   |
| 22. | "Sono Ketsui no Saki ni (その決意の先に)"                                                              | 2:29                                                                                                   |
| 23. | "Anun ga Sora wo Ooi (暗雲が空を覆い)"                                                                 | 2:00                                                                                                   |
| 24. | "Kamigami no Heiki (神々の兵器)"                                                                       | 1:54                                                                                                   |
| 25. | "Homunculus (ホムンクルス)"                                                                            | 2:04                                                                                                   |
| 26. | "Mazoku Tokku (魔族特区)"                                                                              | 1:10                                                                                                   |
| 27. | "Kyoudaina Chikara (強大なチカラ)"                                                                     | 1:32                                                                                                   |
| 28. | "Hayate Dotoo (疾風怒濤)"                                                                              | 2:20                                                                                                   |
| 29. | "Chase (チェイス)"                                                                                     | 2:28                                                                                                   |
| 30. | "Strike my soul (TV-size)"                                                                             | 1:32                                                                                                   |
| Tổng thời lượng:                                                                                       | Tổng thời lượng:                                                                                       | 56:11                                                                                                  |

| Strike the Blood Original Soundtrack Vol.2 (ストライク・ザ・ブラッド オリジナルサウンドトラック Vol.2) | Strike the Blood Original Soundtrack Vol.2 (ストライク・ザ・ブラッド オリジナルサウンドトラック Vol.2) | Strike the Blood Original Soundtrack Vol.2 (ストライク・ザ・ブラッド オリジナルサウンドトラック Vol.2) |
| STT | Nhan đề                                                                                                | Thời lượng                                                                                             |
| --- | --- | --- |
| 1. | "Fight 4 Real (TV-size)"                                                                               | 1:32                                                                                                   |
| 2. | "Isshin Ittai (一進一退)"                                                                              | 2:45                                                                                                   |
| 3. | "Kyoushuu (強襲)"                                                                                      | 2:00                                                                                                   |
| 4. | "Wiseman's Blood (ワイズマンズ・ブラッド)"                                                             | 1:54                                                                                                   |
| 5. | "Majo no Negai (魔女の願い)"                                                                           | 3:03                                                                                                   |
| 6. | "Omowaku (思惑)"                                                                                       | 2:45                                                                                                   |
| 7. | "Mai Soshite Odore (舞いそして踊れ)"                                                                   | 3:08                                                                                                   |
| 8. | "Kaze ga Kami wo Nabikasu (風が髪をなびかす)"                                                          | 2:17                                                                                                   |
| 9. | "Itokamijima Story (絃神島ストリート)"                                                                 | 1:58                                                                                                   |
| 10. | "Teatime (ティータイム)"                                                                               | 2:51                                                                                                   |
| 11. | "Namioboro-in Festa (波朧院フェスタ)"                                                                  | 2:34                                                                                                   |
| 12. | "Komorebi no Shita de (木漏れ日の下で)"                                                                | 2:34                                                                                                   |
| 13. | "Tayori ni Naru Imouto (頼りになる妹)"                                                                 | 1:58                                                                                                   |
| 14. | "Kanshisha no Nichijoiu (監視者の日常)"                                                                | 1:47                                                                                                   |
| 15. | "Moshikashite... (もしかして...)"                                                                      | 1:41                                                                                                   |
| 16. | "Omoide wa Kawaranai (思い出は変わらない)"                                                             | 1:59                                                                                                   |
| 17. | "Fight 4 Real (piano ver.)"                                                                            | 2:30                                                                                                   |
| 18. | "Omokage (面影)"                                                                                       | 1:41                                                                                                   |
| 19. | "signal (piano ver.)"                                                                                  | 2:25                                                                                                   |
| 20. | "Yasashisa no Katachi (やさしさのかたち)"                                                              | 1:30                                                                                                   |
| 21. | "Te wo Nobashite Kureta kara (手を伸ばしてくれたから)"                                                 | 1:47                                                                                                   |
| 22. | "Namida no Riyuu (涙の理由)"                                                                           | 1:40                                                                                                   |
| 23. | "Girl Talk (ガールズトーク)"                                                                           | 1:57                                                                                                   |
| 24. | "Kangoku Kekkai (監獄結界)"                                                                            | 1:52                                                                                                   |
| 25. | "Ketsumyaku (血脈を継ぎし者)"                                                                          | 2:24                                                                                                   |
| 26. | "Ma no Chikara (魔のチカラ)"                                                                           | 2:19                                                                                                   |
| 27. | "Kuugeki (空隙の魔女)"                                                                                 | 2:39                                                                                                   |
| 28. | "Heart Attack (ハードアタック)"                                                                        | 2:19                                                                                                   |
| 29. | "Mai Takeshi Hime (舞威媛)"                                                                            | 1:47                                                                                                   |
| 30. | "signal (TV-size)"                                                                                     | 1:34                                                                                                   |
| Tổng thời lượng:                                                                                       | Tổng thời lượng:                                                                                       | 1:05:10                                                                                                |

| Strike the Blood Character Song Yukina/Asagi (ストライク・ザ・ブラッド キャラクターソング 雪菜/浅葱) | Strike the Blood Character Song Yukina/Asagi (ストライク・ザ・ブラッド キャラクターソング 雪菜/浅葱) | Strike the Blood Character Song Yukina/Asagi (ストライク・ザ・ブラッド キャラクターソング 雪菜/浅葱) |
| STT                                                                                                  | Nhan đề                                                                                              | Thời lượng                                                                                           |
| --- | --- | --- |
| 1.                                                                                                   | "Scarlet Flower"                                                                                     | 5:04                                                                                                 |
| 2.                                                                                                   | "Katakoi Parameter (片恋Parameter)"                                                                  | 4:20                                                                                                 |
| Tổng thời lượng:                                                                                     | Tổng thời lượng:                                                                                     | 09:24                                                                                                |

| Strike the Blood Character Song Nagisa/Sayaka (ストライク・ザ・ブラッド キャラクターソング 凪沙/紗矢華) | Strike the Blood Character Song Nagisa/Sayaka (ストライク・ザ・ブラッド キャラクターソング 凪沙/紗矢華) | Strike the Blood Character Song Nagisa/Sayaka (ストライク・ザ・ブラッド キャラクターソング 凪沙/紗矢華) |
| STT | Nhan đề                                                                                                 | Thời lượng                                                                                              |
| --- | --- | --- |
| 1. | "Daily Heroine (デイリー・ヒロイン)"                                                                    | 4:23 |
| 2. | "Terpsichora (テレプシコーラ)"                                                                          | 4:30 |
| Tổng thời lượng:                                                                                        | Tổng thời lượng:                                                                                        | 08:53                                                                                                   |

| Strike the Blood Character Song Kanase/La Folia (ストライク・ザ・ブラッド キャラクターソング 夏音/ラ・フォリア) | Strike the Blood Character Song Kanase/La Folia (ストライク・ザ・ブラッド キャラクターソング 夏音/ラ・フォリア) | Strike the Blood Character Song Kanase/La Folia (ストライク・ザ・ブラッド キャラクターソング 夏音/ラ・フォリア) |
| STT | Nhan đề | Thời lượng |
| --- | --- | --- |
| 1. | "Amagamirai (アマガミライ)"                                                                                     | 5:20 |
| 2. | "Shinwa Meikyuu (神话迷宫)"                                                                                     | 5:44 |
| Tổng thời lượng:                                                                                                | Tổng thời lượng:                                                                                                | 11:04 |

| Strike the Blood Character Song Yuuma/Natsuki (ストライク・ザ・ブラッド キャラクターソング 優麻/那月) | Strike the Blood Character Song Yuuma/Natsuki (ストライク・ザ・ブラッド キャラクターソング 優麻/那月) | Strike the Blood Character Song Yuuma/Natsuki (ストライク・ザ・ブラッド キャラクターソング 優麻/那月) |
| STT                                                                                                   | Nhan đề                                                                                               | Thời lượng                                                                                            |
| --- | --- | --- |
| 1. | "LE CIEL BLEU"                                                                                        | 4:19                                                                                                  |
| 2. | "Kakusei Insomnia (覚醒インソムニア)"                                                                 | 4:00                                                                                                  |
| Tổng thời lượng:                                                                                      | Tổng thời lượng:                                                                                      | 08:19                                                                                                 |

## Đón nhận
Vào ngày 09 tháng 06 năm 2015, Bộ văn hoá Trung Quốc đã liệt "Strike the Blood" cùng 37 bộ anime/manga khác vào danh sách cấm tại nước này.